# Dragan Kićanović
Dragan Kićanović (cirílico:Драган Кићановић) (Čačak, 17 de agosto de 1954) é um ex-basquetebolista sérvio que integrou a seleção iugoslava que conquistou medalha de prata disputada no torneio de basquetebol nos XXI Jogos Olímpicos de Verão em 1976 em Montreal e a Medalha de Ouro nos XXII Jogos Olímpicos de Verão realizados em Moscovo em 1980.